# V635 Возничего
V635 Возничего (лат. V635 Aurigae) — одиночная переменная звезда в созвездии Возничего на расстоянии приблизительно 3519 световых лет (около 1079 парсеков) от Солнца. Видимая звёздная величина звезды — от +15,91m до +15,71m.

## Характеристики
V635 Возничего — оранжевый карлик, вращающаяся переменная звезда типа BY Дракона (BY:) спектрального класса K. Радиус — около 1,26 солнечного, светимость — около 0,486 солнечной. Эффективная температура — около 4297 K.